# Abigail Strate
Abigail Strate (* 22. Februar 2001 in Calgary) ist eine kanadische Skispringerin. Ihr größter sportlicher Erfolg ist die Bronzemedaille bei den Olympischen Winterspielen 2022 in Peking im Mixed-Teamwettbewerb.

## Werdegang
Abigail Strate startet für den Altius Nordic Ski Club. Sie begann im Alter von sechs Jahren mit dem Skispringen und absolvierte mit zehn Jahren in Park City, Utah ihren ersten internationalen Wettkampf.
Strate debütierte am 11. und 12. Juli 2015 in Villach im FIS Cup, wurde jedoch bei beiden Wettbewerben disqualifiziert. Daraufhin startete Strate bei weiteren Wettbewerben im FIS Cup. Am 26. und 27. August 2016 startete Strate in Oberwiesenthal zum ersten Mal im Continental Cup; dort erreichte sie die Plätze 43 und 31, womit sie eine erste Top-30-Platzierung nur knapp verpasste. Zwei Wochen später erlangte sie bei einem weiteren Continental-Cup-Wettbewerb in Lillehammer mit Platz neun ihr erstes Top-Ten-Resultat sowie ihre ersten COC-Punkte. Nach weiteren Starts im Continental Cup belegte sie am Ende der Saison 2016/17 in der Gesamtwertung mit 16 Punkten Platz 23.
Im Februar 2016 gewann Abigail Strate bei den Kanadischen Meisterschaften 2016 auf der Normalschanze im Whistler Olympic Park die Bronzemedaille im Einzelwettbewerb hinter Eleora Hamming und Natasha Bodnarchuk.
Am 11. Dezember 2016 debütierte Strate im russischen Nischni Tagil im Skisprung-Weltcup, verpasste jedoch mit Platz 34 den zweiten Durchgang. Nachdem sie bei einer weiteren Weltcupteilnahme in Pyeongchang im Februar 2017 mit einem 26. Platz ihr erstes Top-30-Resultat erreichte, belegte sie am Ende der Saison 2016/17 in der Gesamtwertung mit fünf Punkten Rang 56.
Bei den Junioren-Weltmeisterschaften 2017 in Park City erreichte Strate im Einzelwettbewerb Platz 28. Im Damen-Teamwettbewerb erreichte sie zusammen mit Eleora Hamming, Nicole Maurer und Natasha Bodnarchuk den sechsten Platz sowie im Mixed-Teamwettbewerb zusammen mit Matthew Soukup, Nicole Maurer und Ronald Read den elften und damit vorletzten Platz.
Bei den Weltmeisterschaften 2021 in Oberstdorf wurde sie 27. von der Normal- und 28. von der Großschanze. Mit dem Mixed-Team wurde sie Zehnte und mit der kanadischen Frauenmannschaft Elfte. Am 26. November 2021 erreichte sie im russischen Nischni Tagil mit einem 13. Platz ihr bisher bestes Ergebnis im Skisprung-Weltcup. Bei den Olympischen Winterspielen 2022 in Peking gewann sie mit dem kanadischen Mixed-Team gemeinsam mit Alexandria Loutitt, Matthew Soukup und MacKenzie Boyd-Clowes die Bronzemedaille hinter Slowenien und dem Team aus Russland. Im Einzelwettbewerb von der Normalschanze wurde sie 23.
Strate gewann die Sommerwertung des Continental-Cups 2022/23, in der Endwertung wurde die Kanadierin Zweite.
Am 28. Januar 2023 feierte sie im Einzelwettbewerb in Hinterzarten mit dem dritten Rang ihren ersten Podestplatz im Weltcup.

## Statistik

### Weltcup-Platzierungen
| Saison  | Platz | Punkte |
| ------- | ----- | ------ |
| 2016/17 | 56.   | 005    |
| 2017/18 | 52.   | 002    |
| 2020/21 | 47.   | 001    |
| 2021/22 | 23.   | 170    |
| 2022/23 | 11.   | 669    |
| 2023/24 | 17.   | 424    |
| 2024/25 | 15.   | 408    |

### Grand-Prix-Platzierungen
| Saison | Platz | Punkte |
| ------ | ----- | ------ |
| 2017   | 30.   | 023    |
| 2018   | 28.   | 025    |
| 2021   | 31.   | 049    |
| 2022   | 15.   | 072    |
| 2023   | 06.   | 252    |
| 2024   | 17.   | 087    |

### Continental-Cup-Platzierungen
| Saison  | Platz | Punkte |
| ------- | ----- | ------ |
| 2016/17 | 28.   | 045    |
| 2022/23 | 02.   | 500    |